# William Ernest Henley
William Ernest Henley (født 23. august 1849, død 11. juli 1903) var en engelsk digter og kritiker.
Fra barnsben led han af tuberkulose, der til sidst nødvendiggjorde et halvandet år langt ophold på hospitalet i Edinburgh, hvor hans ene fod blev amputeret. Under opholdet her skrev han en række digte, Hospital Verses, der realistisk skildrede sanseindtryk og figurer fra hospitalet. Titelen An Etching, der er navn på et af disse digte, kunde benyttes som fællestitel for dem alle. Digtene sendte han til kritikeren Leslie Stephen, daværende Redaktør af Cornhill Magazine. Denne fattede interesse for forfatteren og besøgte ham sammen med Robert Louis Stevenson, et besøg, der førte til et varmt venskab mellem de to. I digtet Apparition har Henley givet et ualmindelig levende rids af vennen. Sammen med andre digte så de endelig lyset 1888 i en samling: A Book of Verses, der gjorde en del opsigt, navnlig i Amerika. I 1877 kom han til London, blev redaktør først af London (1877—1878), Magazine of Art (1882—1886), senere Scots Observer, hvor Kiplings Barrack Room Ballads først fremkom. Hans øvrige digte, skrevne i den fritid, journalistisk arbejde og sygdom levnede ham, er The Song of the Sword (1892), Hawthorn and Lavender (1899) og For England’s Sake (1900), skrevet under indtryk af Boerkrigen og indeholder i alt fald et af hans smukkeste digte: What have I done for you, England, my England. Sammen med Stevenson skrev han en del skuespil, af hvilke Dean Brodie endnu spilles. Han har udgivet The Centenary Burns (1896—1897) med et fortrinligt forord og 1. bind af Letters of Lord Byron. Samlet udgave af hans produktion er Works, 7 bind (1908).